# テンジクカワアナゴ
テンジクカワアナゴ（天竺川穴子、Eleotris fusca）はカワアナゴ科の淡水魚。他のカワアナゴ属によく似るが、成魚は海水・汽水域では見られないこと、胸鰭・尾鰭の基底上部に1つの暗色斑があることで見分けることができる。ハゼ科の魚に似るが、腹鰭は吸盤状でない。

## 分布
日本国内では、神奈川県の相模湾以南の本州・四国・九州の太平洋側に注ぐ河川、小笠原諸島、南西諸島。国外では台湾以南の西・南太平洋～インド洋。

## 形態
全長は15-20センチメートル。体色はカワアナゴによく似ており、縦扁した頭部と円筒形の胴を持つ。頬の横列孔器数は8。胸鰭・尾鰭の基底上部に1つの暗色斑があり、体色が明色な場合確認できる。鱗は比較的細かい。頬の後縁に下向きの棘状突起をもち、普段は皮下に隠れており、生きているときでの観察は困難。頭部感覚菅はない。背面は色が薄くなり、褐色になることもある。

## 生態
河川中流域から下流域の流れの緩やかな淡水域に生息し、渓流域、細流、水田、湿地などにも生息する。カワアナゴとは異なり海水の影響を受ける汽水域には成魚は生息しない。緩やかな淵などに多く、川の上を木々に覆われたやや暗い流れの岩の下や、水底に積もった落ち葉周辺で見られることが多く、泥底を好む。両側回遊を行い、河川で産卵後、ふ化した仔魚は海に下る。仔魚の浮遊期間は同属の他種と比べて長く、着底して底生生活に入るのは全長が2センチメートル程度になってからである。夜行性で、甲殻類や小魚などを捕食する動物食性。

## ギャラリー

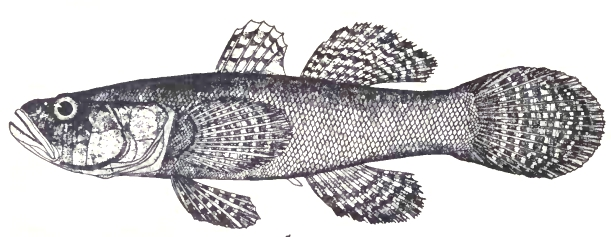
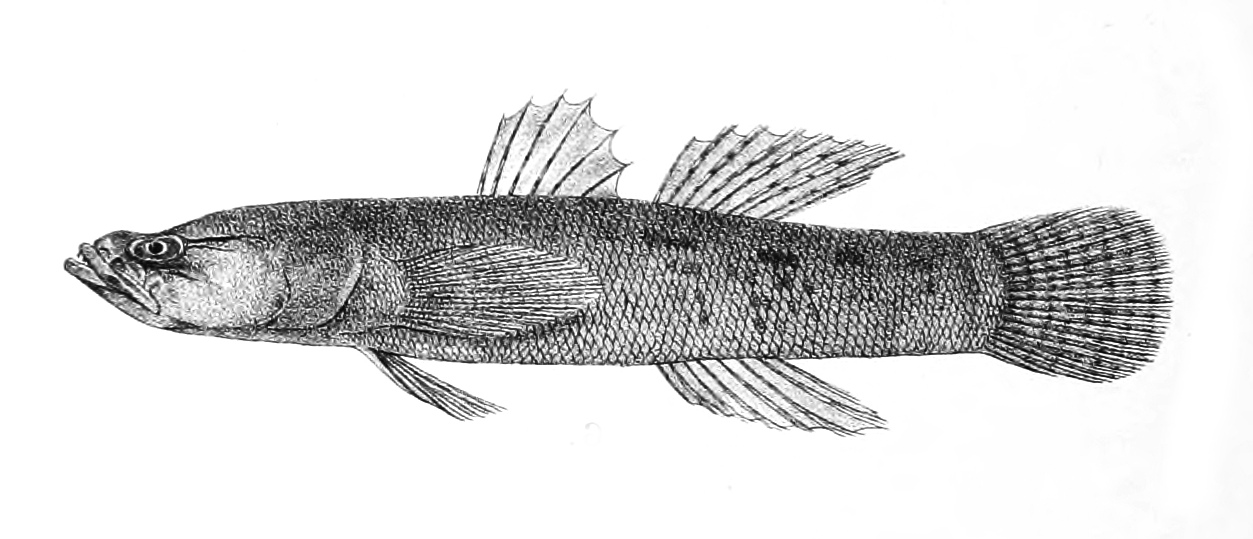
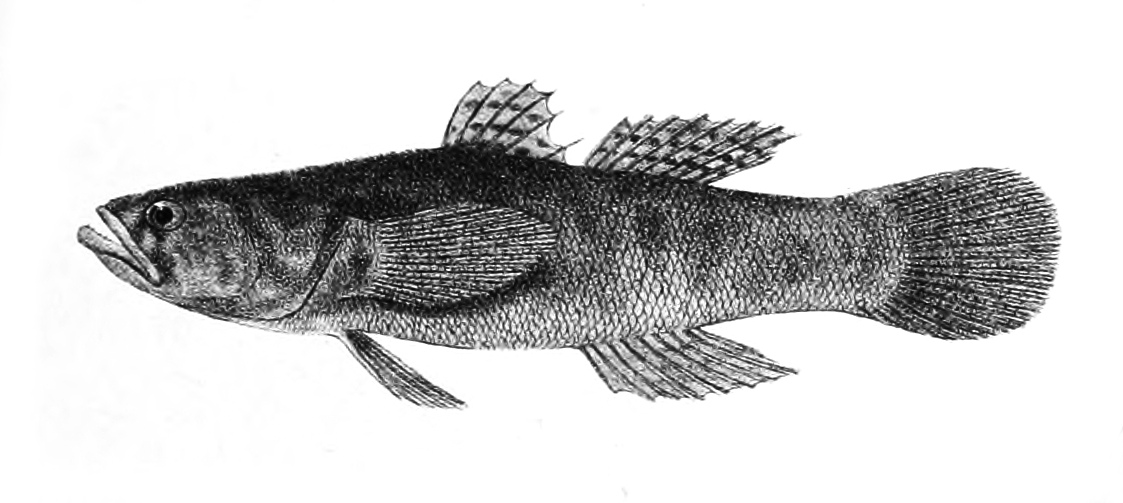
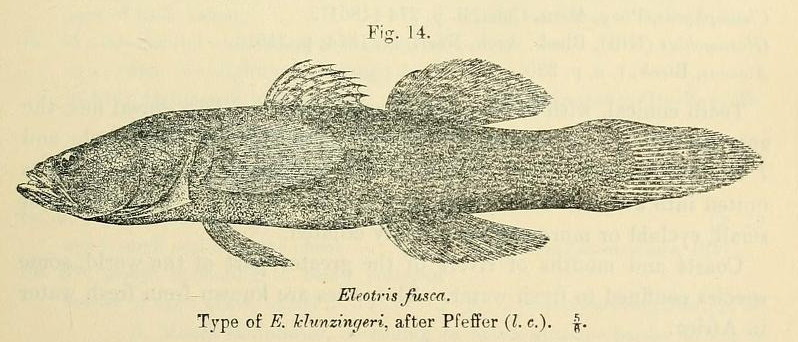
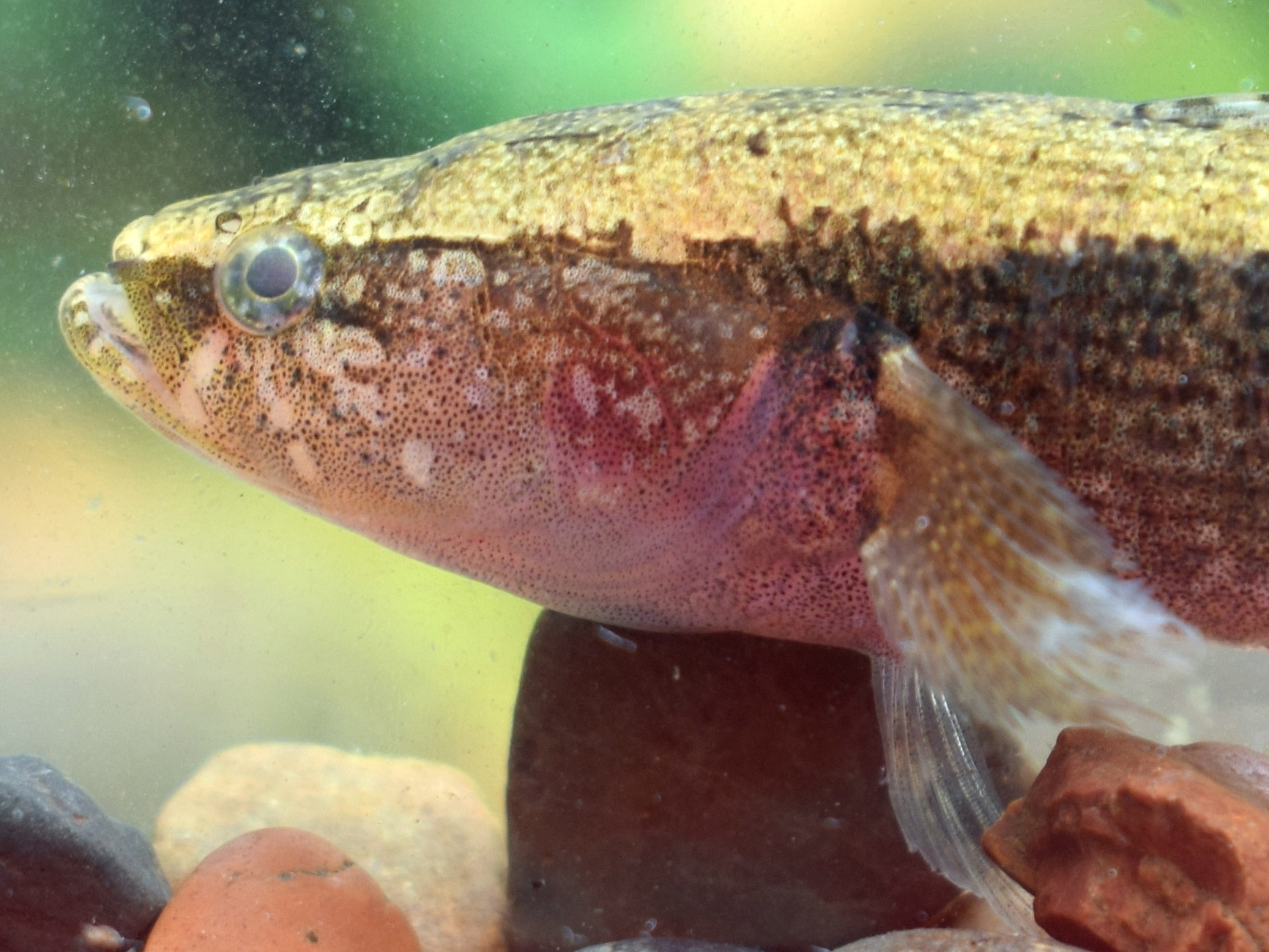
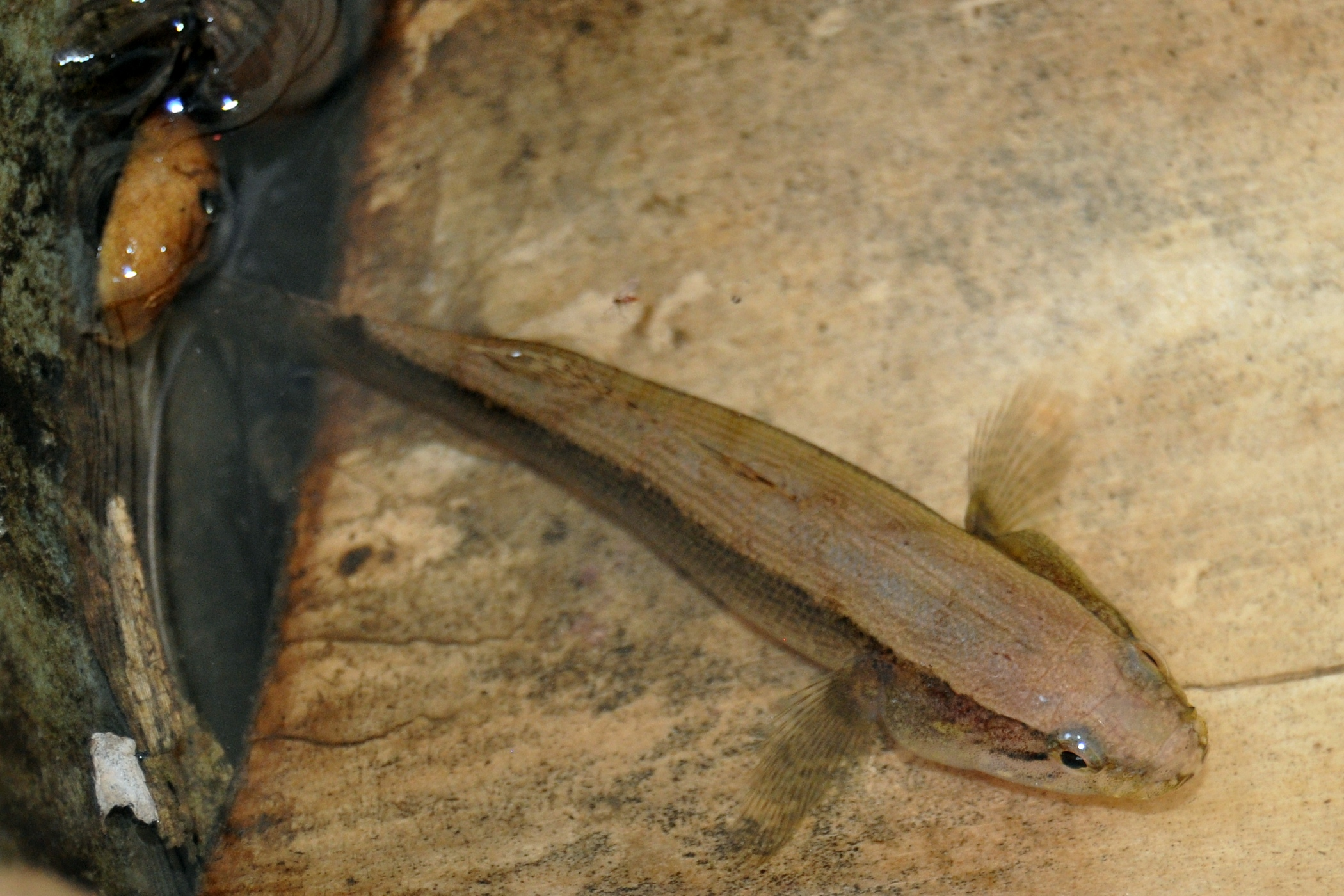
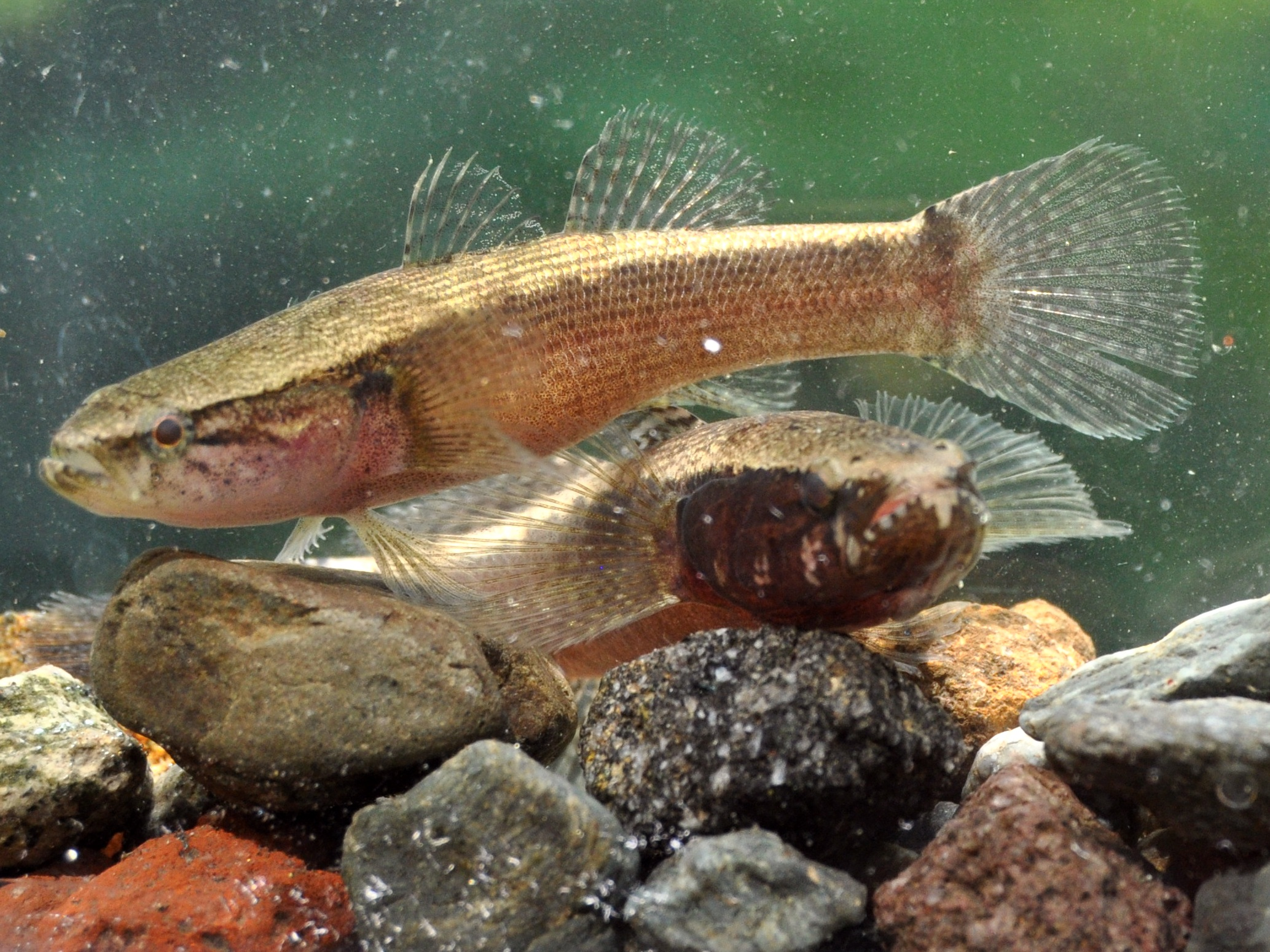